# Zelena citadela Magdeburga
Zelena citadela (nemško Grüne Zitadelle) je zgradba, ki jo je zasnoval Friedensreich Hundertwasser v Magdeburgu. Dokončana je bil leta 2005. To je zadnji projekt, na katerem je Hundertwasser delal pred smrtjo. S šolo Luther-Melanchthon-Gymnasium je Hundertwasser v Lutherstadtu Wittenbergu umetniško oblikoval še eno stavbo v Saški - Anhaltu.
Hiša stoji v središču mesta, v neposredni bližini stolničnega trga in deželnega parlamenta; gradnja je bila sporna. Vpleteni so bili Gero AG, ki je v lasti katoliške škofije in MBN Montage-Bau GmbH, Magdeburg. Umetniško vodenje so zagotovili Gruener Janura AG iz Dunaja, ki ga je ustanovil Hundertwasser, zastopala pa sta ga izvajalec Joram Harel in arhitekt Heinz M. Springmann. Stroški so znašali okoli 27 milijonov evrov.

## Zgodovina
Na mestu današnje Citadele je stala do rušenja leta 1959 cerkev svetega Nikolaja. Ta je bila uporabljena po opustitvi leta 1810 kot orožarna. V 1970-ih so sledili na degradiranih območjih (po bombardiranju v drugi svetovni vojni) stanovanjski objekt v montažni izvedbi. Rolf Opitz, takratni predsednik mestne stanovanjske zadruge Magdeburg leta 1954, je imel leta 1995 zamisel in vprašal Hundertwasserja. Predlagal je preoblikovanje montažne hiše v slogu Hundertwasser, ki jo je umetnik že izvedel v drugih stavbah. Hundertwasser se je strinjal, kasneje pa je bila zgrajena nova stavba zaradi večje svobode oblikovanja. Načrtovanje so izvedli arhitekti Peter Pelikan (osnutek) in Heinz M. Springmann (izvedba).

## Uporaba
V pritličju je več trgovin, kavarna in restavracija. Med drugim je v "Informacije v zeleni trdnjavi" tudi prvotni model zgradbe. V stavbi je gledališče, hotel ART in vrtnarija "FriedensReich". V zgornjih nadstropjih hiše je 55 apartmajev, ordinacije in pisarne.

## Posebnosti
- Zelena citadela obdaja dve dvorišči, večje ima vodnjak.
- Iz nobenega okna ni mogoče videti dveh oken enake oblike.
- Ime hiše je po travnati strehi. Poleg tega je na stavbi veliko dreves. Nekatera so bila posajena na strehi, druga pa so bili ukoreninjena na zunanjih stenah stanovanj. Ta so v skrbništvu zadevnega najemnika.
- Po dokončanju se zunanji del hiše ne sme več spreminjati, kolikor je to mogoče. Rast dreves in bledenje zunanje barve bosta seveda vplivala, kar bo dajalo občutek staranja stavbe.
- Najemniki imajo Fensterrecht - pravico do okna in skladno s tem lahko oblikujejo fasado okoli svojih oken.
- V različnih ograjah stavbe so simbolično vključena nekatera orodja, s katerimi so obrtniki dejansko delali.